# Chlauschlöpfen

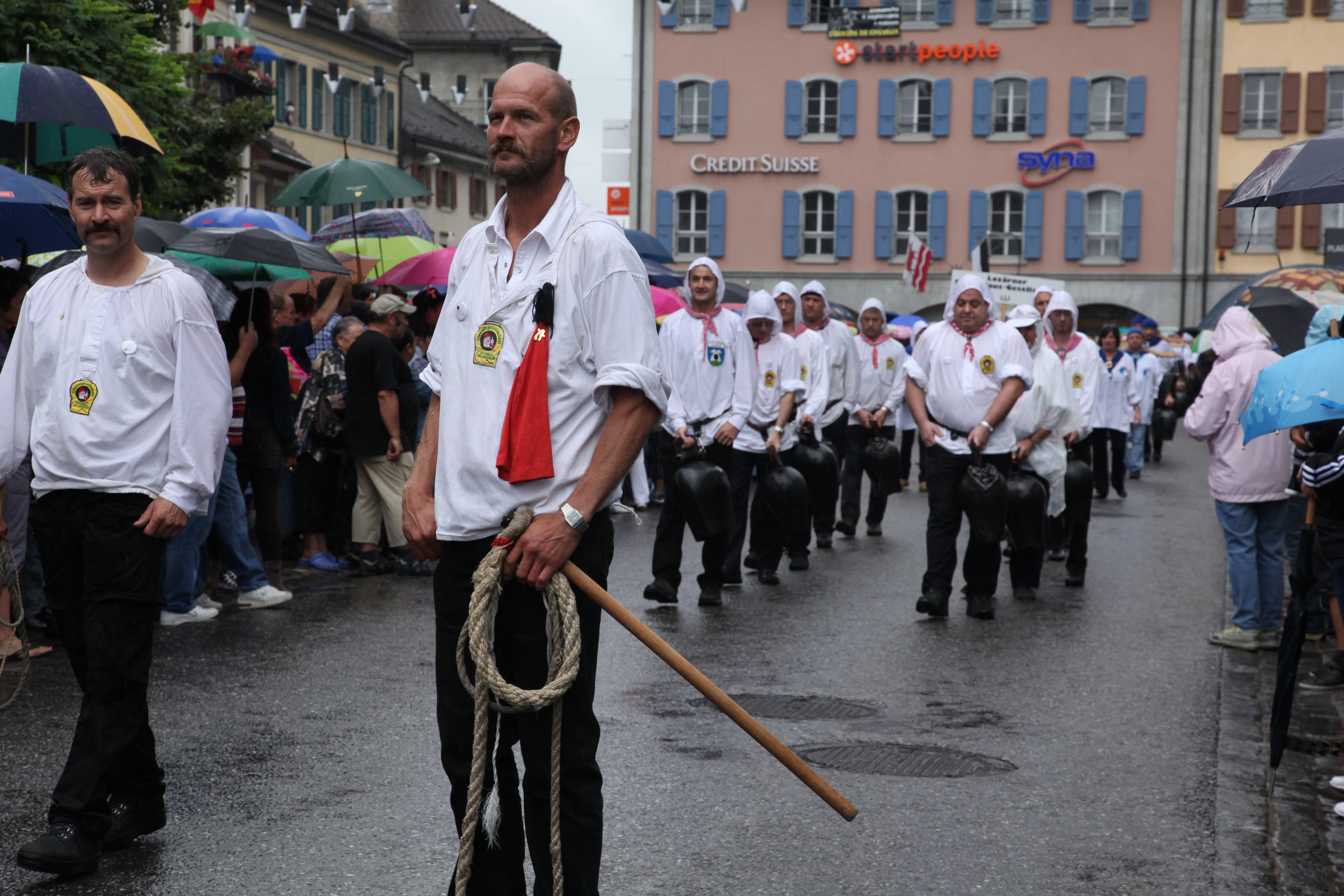
Geisslechlepfer Klausengesellschaft Rotkreuz LU

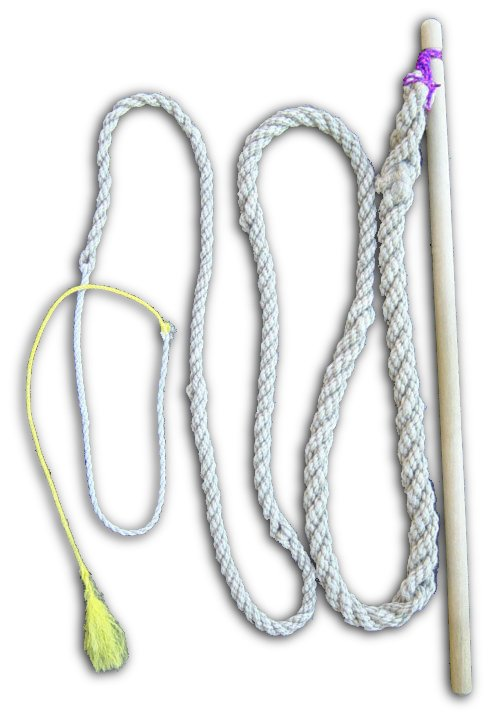
Innerschweizer Geissel

Das Chlauschlöpfen (ausgesprochen Chlaus-Chlöpfen) ist ein vorweihnachtlicher Brauch aus dem Bezirk Lenzburg (Schweiz), der den Zweck hat, den Samichlaus zu wecken. Dabei werden mit den Chlausgeisseln laute Knalle erzeugt, die durch das ganze Dorf hörbar sind.
Aktiv praktiziert wird dieser Brauch in den Gemeinden Ammerswil, Auenstein, Brunegg, Dintikon, Egliswil, Hallwil, Hausen bei Brugg, Hendschiken, Hunzenschwil, Lenzburg, Mägenwil, Möriken-Wildegg, Niederlenz, Othmarsingen, Rupperswil, Schafisheim, Seengen, Seon, Goldingen, Staufen und Hämikon.

## Geschichte
In der Zeit von November bis Dezember werden in der Region Lenzburg bei einbrechender Dunkelheit die Chlausgeisseln geschwungen. Durch das Chlauschlöpfen soll der Samichlaus in seiner Höhle geweckt werden. Weil dies laut Überlieferung etwas länger dauert, besucht er die Kinder im Bezirk Lenzburg nicht am 6. Dezember, sondern am zweiten Donnerstag im Dezember (Lenzburger Chlausmärt/Klausmarkt).
Das Geisselklöpfen ist in weiteren Teilen der Schweiz, Deutschland und Österreich verbreitet. Zu verschiedenen Anlässen findet das Knallen zum Beispiel in Küssnacht am Rigi, Kriens, Balsthal und Kriegstetten (alles Schweiz) statt.

### Geschichtlicher Hintergrund
Laut vorchristlichem Glauben öffnet sich zur Zeit der Wintersonnenwende das Totenreich. Die Seelen der Verstorbenen sollen zu Tag treten und die lebenden Menschen auf Schritt und Tritt verfolgen. Durch das ohrenbetäubende Knallen mit den Chlausgeisseln sollen die bösen Wintergeister und -dämonen vertrieben werden.

### Lenzburger Chlaus-Sage
„Es war einmal vor ewigen Zeiten, als der Samichlaus, wie jedes Jahr an seinem Namenstag, von seiner Wohnung im Goffersberg zu Lenzburg die vielen Treppen zur Stadt hinunterstieg. Zweck seines jährlichen Ausfluges war es, die Leute froh und zufrieden zu machen, indem er ihnen gute Dinge und Ratschläge bescherte. Doch eines Jahres war es mit der Herrlichkeit vorbei, denn böse Buben streuten Erbsen auf die Treppe, die zur Wohnung des Samichlauses führte. Als dieser müde und langsam zu später Stunde heimkehrte, rutschte er aus, kollerte die Treppe hinunter und tat sich an allen Gliedern weh. Verärgert und voller Groll schlug er donnernd die Türe hinter sich zu und gelobte, bis zum jüngsten Tage nie mehr Wohltätigkeitsbesuche machen zu wollen. Den Buben tat ihr Streich leid und sie wollten den St. Nikolaus um Verzeihung bitten. Sie fanden jedoch den Eingang zu seiner Wohnung nicht mehr. Um ihn hervorzulocken, machten Sie grossen Lärm mit Geisseln und sie tun dies heute noch jedes Jahr.“

## Zeitraum
Mit dem Chlöpfen wurde ursprünglich am 11. November, dem Namenstag von Martini, begonnen. Heute wird bereits Ende Oktober g'chlöpft. In Egliswil, Seengen und Hallwil beginnt die Saison am Tag des Seenger Herbstmarktes (1. Dienstag im November). Bis zum regionalen Wettchlöpfen ist das Ausüben des Brauches gestattet. Anschliessend bleiben die Geisseln bis zur nächsten Saison stumm. Seit einigen Jahren gilt fürs Klöpfen: Ab 1. November bis Sonntag nach Lenzburger Chlausmarkt (2. Donnerstag im Dezember), denn dann ist im Bezirk Lenzburg Samichlaus, andernorts am 6.12. Die Geisseln dürfen auch zu ganz besonderen Anlässen ertönen, aber ansonsten sollen sie sich für die nächste Saison erholen.
Am frühen Morgen, über den Mittag und am Abend nach 21.00 Uhr wird nicht geknallt! Einzig am Vorabend des Lenzburger Chlausmarktes und am Chlausmarkttag selber darf das Chlauschlöpfen abends etwas länger andauern.

## Wettbewerb
Wettkämpfe werden in verschiedenen Gemeinden ausgetragen. Jeder Vortrag dauert 30 Sekunden und wird anhand des regionalen Reglements bewertet. Die besten drei Knaben und das beste Mädchen, pro Kategorie und Ort, dürfen am regionalen Chlöpf-Wettbewerb teilnehmen.